# Бартковяк, Анджей
А́нджей Бартко́вяк (пол. Andrzej Bartkowiak; род. 6 марта 1950, Лодзь, Польша) — американский кинооператор и кинорежиссёр польского происхождения.

## Биография

### 1970-е годы
В Лодзи окончил Киношколу в Лодзи (операторский факультет). В начале 1970-х годов был вынужден уехать из Польши, как он сам говорит, «по личным обстоятельствам». В США ему выдали вид на жительство, и он остановился в Калифорнии, которую с тех пор считает своим домом. В течение первых полутора лет он подрабатывал разнорабочим и изучал английский язык, так как при переезде им не владел. После того, как английский язык был изучен в мере, достаточной для общения, Бартковяк начал искать работу по специальности, обращаясь в различные киностудии.
Первым его фильмом стал «Смертоносный герой» (1976), режиссёром которого был венгерский эмигрант Иван Надь.

### 1980-е годы
В начале 1980-х годов Бартковяк в качестве оператора участвовал в создании трёх фильмов, номинировавшихся Academy Award в категории «Лучший фильм»: «Вердикт» (1982), «Язык нежности» (1983) и «Честь семьи Прицци» (1985).

### 1990-е годы
В качестве оператора участвовал в создании фильмов, завоевавших большую популярность: «С меня хватит» (1993), «Скорость» (1994), «Адвокат дьявола (фильм)» (1997).

### 2000-е годы
В 2000-е годы он режиссировал две экранизации компьютерных игр: «Doom» и «Стритфайтер». Обе подверглись жёсткой критике как со стороны специализированных изданий, так и со стороны любителей оригинальных компьютерных игр. Оба фильма провалились в прокате. В 2005 году Бартковяк посетил Москву для премьеры фильма «Doom».

## Фильмография
| Год  | Название                 | Участвовал как          |
| ---- | ------------------------ | ----------------------- |
| 1976 | Смертоносный герой       | оператор                |
| 1979 | 5:48                     | оператор                |
| 1981 | Принц города             | оператор                |
| 1982 | Смертельная ловушка      | оператор                |
| 1982 | Вердикт                  | оператор                |
| 1983 | Дэниел                   | оператор                |
| 1983 | Язык нежности            | оператор                |
| 1984 | Гарбо рассказывает       | оператор                |
| 1985 | Честь семьи Прицци       | оператор                |
| 1986 | Власть                   | оператор                |
| 1986 | На следующее утро        | оператор                |
| 1987 | Чокнутые                 | оператор                |
| 1988 | Близнецы                 | оператор                |
| 1989 | Семейное дело            | оператор                |
| 1990 | Вопросы и ответы         | оператор                |
| 1991 | Несдержанные обещания    | оператор                |
| 1992 | Чужая среди нас          | оператор                |
| 1993 | С меня хватит            | оператор                |
| 1993 | Виновен вне подозрений   | оператор                |
| 1994 | Скорость                 | оператор                |
| 1995 | Хороший человек в Африке | оператор                |
| 1995 | Дело Исайи               | оператор                |
| 1995 | Особь                    | оператор                |
| 1996 | У зеркала два лица       | оператор                |
| 1997 | Пик Данте                | оператор                |
| 1997 | Адвокат дьявола          | оператор                |
| 1998 | Служители закона         | оператор                |
| 1998 | Смертельное оружие 4     | оператор                |
| 2000 | Сплетня                  | оператор                |
| 2000 | Ромео должен умереть     | режиссёр                |
| 2000 | Тринадцать дней          | оператор                |
| 2001 | Сквозные ранения         | режиссёр                |
| 2003 | От колыбели до могилы    | режиссёр                |
| 2005 | Doom                     | режиссёр                |
| 2009 | Стритфайтер              | режиссёр                |
| 2011 | Что скрывает ложь        | оператор                |
| 2015 | Разборка в Маниле        | исполнительный продюсер |
| 2017 | Максимальный удар        | режиссёр                |
|      |                          |                         |

## Личная жизнь
В конце 1970-х годов на одной из съёмок для ТВ Бартковяк знакомится с Дайан Венора — американской актрисой, снимающейся в телесериалах. В 1980 году они женятся, но в 1989 году разводятся. В 1979 году у них родилась дочь Магда, после развода оставшаяся жить с матерью, и позднее вместе с ней сыгравшая несколько эпизодических ролей в различных телесериалах в середине 1990-х годов. Ныне женат на Сьюзен Хаузер, имеет двух сыновей.